# Penicillium lignorum
Penicillium lignorum är en svampart som beskrevs av Stolk 1969. Penicillium lignorum ingår i släktet Penicillium och familjen Trichocomaceae.   Inga underarter finns listade i Catalogue of Life.